# Łowczyk lazurowy
Łowczyk lazurowy, łowiec lazurowy (Todiramphus lazuli) – gatunek średniej wielkości ptaka z rodziny zimorodkowatych (Alcedinidae). Jest endemitem wysp południowej części archipelagu Moluków, administracyjnie należącego do Indonezji. W Czerwonej księdze gatunków zagrożonych IUCN klasyfikowany jako gatunek najmniejszej troski (LC, Least Concern).

## Systematyka
Pierwszego naukowego opisu gatunku dokonał holenderski zoolog Coenraad Jacob Temminck, nadając mu nazwę Alcedo lazuli. Opis ukazał się w 1830 roku w 86. zeszycie serii „Nouveau recueil de planches coloriées d'oiseaux, pour servir de suite et de complément aux planches enluminées de Buffon”, a do opisu dołączona była tablica barwna. Autor jako miejsce typowe błędnie wskazał Sumatrę, co później skorygowano na wyspę Ambon. Nie wyróżnia się podgatunków. Zwyczajowo łowczyk lazurowy razem z następującymi gatunkami: łowczyk molucki, łowczyk białogrzbiety, łowczyk leśny, łowczyk różoworzytny i łowczyk białoszyi tworzy grupę gatunków. Niektórzy autorzy uznawali go za podgatunek łowczyka moluckiego.

### Etymologia
- Todiramphus: rodzaj Todus Brisson, 1760 (płaskodziobek); gr. ῥαμφος rhamphos „dziób”[12].
- lazuli: łac. lazulus – lazurowy, ciemnoniebieski[13].

## Morfologia
Średniej wielkości ptak o dużym, szerokim u nasady, czarnym dziobie, którego górna część jest nieco jaśniejsza, a dolna u nasady ma niewielką nutę koloru pomarańczowego. Nogi i stopy brązowo-czarne. Tęczówki ciemnobrązowe. Występuje niewielki dymorfizm płciowy. U samców góra głowy ciemnoniebieska, poniżej czarna, dosyć szeroka maska obejmująca nasadę dzioba, policzki, okolice oczu, uszy, rozciąga się wokół głowy, rozszerzając się na kark. Pomiędzy nią a górą głowy, w okolicy nozdrzy biała plamka. Podgardle, gardło, boki szyi, pierś, górna i środkowa część brzucha i boki białe. Dolna część brzucha, pokrywy podogonowe bladoniebieskie. Skrzydła ciemnoniebieskie, ogon dość krótki, także ciemnoniebieski. Grzbiet i zad jasnoniebieski. Samica ma jasnoniebieski cały brzuch, kark i boki fioletowo-niebieskie, pokrywy podskrzydłowe szaro-granatowe. Młode osobniki są podobne do samców, ale mają nieco ciemniejszy odcień niebieskiego i plamkę przy dziobie płowobiałą. Długość ciała 22 cm.

## Zasięg występowania
Łowczyk lazurowy występuje tylko na trzech wyspach archipelagu Moluków: Seram, Ambon i Haruku. Występuje głównie na terenach położonych do wysokości 640 m n.p.m., chociaż pojedyncze obserwacje miały miejsce na większych wysokościach. Zasięg występowania według szacunków organizacji BirdLife International obejmuje około 33,8 tys. km².

## Ekologia
Głównym habitatem łowczyka lazurowego są nizinne lasy tropikalne pierwotnego i wtórnego wzrostu oraz ich obrzeża. Występuje także w lasach bagiennych, namorzynach, ogrodach i terenach uprawnych. Jest gatunkiem osiadłym. Długość pokolenia jest określana na 3,5 roku. Dieta tego gatunku składa się z dużych owadów, głównie prostoskrzydłych (Orthoptera) i chrząszczy, w tym kózkowatych (Cerambycidae). Zdobyczy często wypatruje siedząc na gałęziach w zacienionych górnych partiach lasu lub na drutach w terenie otwartym.

### Rozmnażanie
Niewiele wiadomo o rozmnażaniu i gniazdowaniu gatunku. Okres lęgowy trwa prawdopodobnie od lipca do grudnia. Gniazduje w nadrzewnych termitierach.

## Status
W Czerwonej księdze gatunków zagrożonych IUCN łowczyk lazurowy od 2022 roku jest klasyfikowany jako gatunek najmniejszej troski (LC, Least Concern); wcześniej był uznawany za gatunek bliski zagrożenia (NT, Near Threatened). Liczebność populacji szacowana jest na więcej niż 12 tys., a mniej niż 18 tys. dorosłych osobników. Trend populacji uznawany jest za prawdopodobnie stabilny.